# Discipline: The Record of a Crusade
Discipline: The Record of a Crusade (DISCIPLINE〜The record of a Crusade〜?) è un videogioco hentai prodotto in Giappone nel 2002 che è stato successivamente riadattato in una serie animata hentai dagli stessi creatori di Bible Black. Composta da 6 episodi, la trama differisce notevolmente da quella del videogioco; ne vengono introdotti elementi comici.
È stato il primo titolo hentai distribuito su Blu-ray
Una serie prequel in due parti intitolata Zero Discipline è uscita nel 2010.
Oltre alla trama che ha subito un corposo adattamento negli OAV il sesso è prettamente eterosessuale, bakunyū, BDSM o al massimo bukkake dal videogioco invece sono stati tagliati, oltre ad una sequenza yaoi, anche molta violenza e alcune scene di estrema sottomissione.
La versione inglese è stata realizzata da Kitty Media il 18 dicembre 2007.
Di questo videogioco ne è stata successivamente realizzata una versione ampliata dal titolo Discipline: Excellent (DISCIPLINE EXCELLENT?) che non è ancora disponibile in lingua inglese ed è censurata.

## Il videogioco

### Storia
Quando i suoi genitori decidono di partire per un viaggio oltreoceano, Takuro Hayami sceglie di rimanere in patria per frequentare la St. Arcadia Academy. I motivi sono diversi: una buona preparazione accademica, un esame d'ingresso abbastanza semplice ma soprattutto l'ottimo rapporto percentuale tra uomini e donne, sbilanciato a favore di queste ultime.
Ma presto scopre che ci sono anche diversi motivi per stare alla larga da questo istituto ed il più importante è sicuramente la presenza di Leona Morimoto. La famiglia Morimoto infatti ha un potere enorme in Giappone e lei è la padrona indiscussa in questa scuola, questo le permette di trattare tutti gli studenti come delle bambole abusando di loro a proprio piacimento. Appena giunto a scuola, Hayami diventa immediatamente il suo nuovo favorito.
Moltissime persone rischiano la propria incolumità nel cercare di fronteggiarla ed il compito del giocatore è quello di destreggiarsi tra numerose tentazioni facendo prendere al protagonista le giuste decisioni.
Sono presenti 5 diversi finali ma solo uno è il good ending.

### Personaggi
- Takuro Hayami

Sesso: maschile
Capelli: castani, tagliati corti
Occhi: blu
Il protagonista del videogioco, all'apparenza un ragazzo come tanti altri ma con una capacità nascosta davvero unica: la possibilità di eiaculare diverse volte consecutivamente con un periodo refrattario praticamente assente.
- Saori Otokawa

Sesso: femminile
Capelli: lisci azzurri, lasciati cadere sulle spalle
Occhi: verdi
Tipica studentessa modello, vive e dirige il dormitorio dove risiede anche Takuro e si occupa di tutte le faccende di casa: dalle pulizie al cucinare per tutti. Estremamente riservata e disinteressata al sesso (al contrario delle altre coinquiline) è iscritta al gruppo di studio scolastico sulla Bibbia.
- Yuuki Miyagishi

Sesso: femminile
Capelli: azzurri, tagliati corti
Occhi: gialli
Coinquilina di Takuro e Saori, si presenta apparentemente scherzando sul fatto che i propri hobbies preferiti siano il sesso comprensivo di fellatio, questa che sarebbe dovuta essere una semplice battuta si rivelerà ben presto la realtà quotidiana a cui ambisce Yuuki.
Dal carattere molto indipendente è iscritta al club di Karate ed ha una forza non indifferente, infatti utilizzando queste sue doti riesce molto spesso a sedurre Hayami.
- Maiko Kaneda

Sesso: femminile
Capelli: lisci castani, lasciati cadere sulle spalle
Occhi: rossi, porta gli occhiali
All'apparenza la tipica studentessa modello, dedita unicamente allo studio e che quindi passa la maggior parte del tempo chiusa in camera sua. Ma come il Dr. Jekyll ha un lato oscuro nascosto ed il sesso certo non la disgusta.
- Ruri Nonomiya

Sesso: femminile
Capelli: lisci verdi, legati in due lunghe code
Occhi: viola
Altra coinquilina di Takuro, ha un carattere molto infantile e proprio per questa sua insicurezza agisce sempre come spalla di Yuuki. Ama dare soprannomi buffi alle persone che incontra ed utilizza sempre un tono di voce decisamente alto.
- Sudo

Sesso: maschile
Capelli: castani, tagliati corti
Occhi: blu, porta gli occhiali
Compagno di classe di Takuro e Saori, spesso coinvolge il protagonista in attività illecite mettendolo sempre nei guai.
- Isobe Katsuo

Sesso: maschile
Capelli: neri, tagliati corti
Occhi: blu
Capitano del club del baseball. Negato sia nello sport che nei rapporti interpersonali.
- Momoe Endo

Sesso: femminile
Capelli: lisci verdi, tagliati corti
Occhi: blu
Compagna di Saori nel gruppo di studio sulla Bibbia.
- Nanase Fujiwara

Sesso: femminile
Capelli: lisci castani chiari, tagliati corti
Occhi: blu
Altra iscritta al gruppo di studio sulla Bibbia.
- Yuuji Takigawa

Sesso: maschile
Capelli: grigi, tagliati corti
Occhi: viola
L'unico ragazzo che fa parte del gruppo di studio sulla Bibbia. Alcune volte tende ad esagerare per fare colpo sulle ragazze.
- Leona Morimoto

doppiata da:
Sesso: femminile
Capelli: lisci biondi, lasciati cadere sulle spalle
Occhi: blu
Bellissima ed allo stesso tempo letale. Figlia della importantissima famiglia Morimoto dispone a suo piacimento della St. Arcadia e dei suoi studenti. Ogni sua azione è volta ad umiliare chi le si mette contro e da questo ne trae un sommo piacere; tipico del suo carattere è fare promesse per poi non mantenerle beffandosi di chi le ha creduto, questo alla fine potrebbe rivelarsi il suo unico punto debole.
- Karen Himeki

Sesso: femminile
Capelli: lisci bianchi, lasciati cadere sulle spalle
Occhi: verdi
Il braccio destro di Leona e vice presidente del Club di sociologia, anche lei bellissima e fisicamente prorompente ha un carattere ed un modo di comportarsi molto bizzarro. Si presta senza problemi a mettere in atto le angherie sessuali studiate da Leona ma allo stesso tempo ne prova piacere ritrovandosi spesso in situazioni che farebbero rabbrividire anche la sua presidentessa.
- Momone Nishizaki

Sesso: femminile
Capelli: lisci ciliegia, legati in due lunghe code
Occhi: blu
La minore delle sorelle Nishizaki, si delizia e trae privilegio dal potere acquisito dall'amicizia che la lega a Leona. Fa parte del comitato per la moralità ed è una delle ragazze con cui Takuro ha più rapporti.
- Yuri Nishizaki

Sesso: femminile
Capelli: lisci rosa, lasciati cadere sulle spalle
Occhi: verdi
Sorella maggiore di Momone ed altra componente del comitato per la moralità. Appare solo due volte ma il suo temperamento è il più sadico della famiglia.
- Kaoru Itou

Sesso: maschile
Capelli: lisci castani, all'inizio tagliati corti poi lasciati crescere
Occhi: blu
La schiavetto personale di Leona, fa qualsiasi cosa la sua padrona desideri. All'inizio è geloso di Takuro ma i suoi sentimenti (e non solo) presto cambieranno.
- Kumi Yamanaka

Sesso: femminile
Capelli: lisci castani, lasciati cadere sulle spalle
Occhi: blu
È la capitana della squadra di tennis, uno dei club migliori della scuola. Si diverte a catturare e a punire sessualmente i ragazzi beccati a spiare negli spogliatoi delle ragazze.
- Saki Yamagata

Sesso: femminile
Capelli: lisci biondi, lasciati cadere sulle spalle
Occhi: verdi
Capitana della squadra di nuoto, fa una breve ma alquanto particolare apparizione.
- Madoka Araki

Sesso: femminile
Capelli: lisci neri, raccolti con uno chignon
Occhi: viola
Il tutor delle lezioni di recupero, ragazza dalla forte volontà che suo malgrado sarà coinvolta nei giochi erotici di Reina.
- Linda Hamilton

Sesso: femminile
Capelli: lisci biondi, lasciati cadere sulle spalle
Occhi: verdi
Campionessa americana di baseball viene chiamata appositamente da Leona per l'incontro decisivo tra il suo team e quello di Takuro. Nel videogioco originale non appare mai nuda mentre gli extra presenti nella versione Excellent riguardano proprio lei.
- Reina Morimoto

Sesso: femminile
Capelli: lisci castani chiari, lasciati cadere sulle spalle
Occhi: blu
Sorella maggiore di Leona e dirigente dell'istituto St. Arcadia, questa posizione le garantisce il massimo controllo sugli studenti e allo stesso modo assicura alla sorellina la massima protezione. Nel videogioco è il personaggio con il seno più grande.
- Kaori Matsuno

Sesso: femminile
Capelli: lisci di color indaco, lasciati cadere sulle spalle
Occhi: verdi
L'insegnante di Takuro, molto carina e disponibile. Impaurita e messa in soggezione dalla presenza di Leona alla fine rivelerà anch'essa un proprio lato nascosto.
- Kouzou Machida

Sesso: maschile
Capelli: neri brizzolati, tagliati corti
Occhi: neri
Assistente del preside dell'istituto, è una persona anziana che cerca di opporsi in ogni modo a Leona non tanto per le cose orribili compiute dalla ragazza ai danni dei propri compagni, di cui è all'oscuro, quanto per l'invidia del potere da lei acquisito. Viene puntualmente umiliato dalle ragazze.
- Eikichi Ogiwara

Sesso: maschile
Capelli: castani chiari, tagliati corti
Occhi: nocciola
Professore chiamato all'istituto appositamente da Kouzou Machida per riportare ordine e indebolire il potere di Leona. Ha comunque solo un ruolo marginale nella storia.

### Finali
(*) scelta chiave
(*) scelta chiave
(*) scelta chiave
(*) scelta chiave
(*) scelta chiave

### Immagini, canzoni e scene presenti
- Sex CG: 578 immagini
- Regular CG: 31 immagini
- Character CG: 262 immagini
- Background CG: 50 immagini
- Canzoni: 20 motivi
- Album Mode: 36 scene

### Requisiti minimi
- Sistema operativo: Microsoft Windows 98 o successivo
- DVD-ROM
- Processore: Pentium II 233 MHz
- RAM: 64 MB
- Spazio necessario per l'installazione: 800 MB
- Display: 640x480 16-bit
- Scheda sonora: 16 bit

## L'anime

### Trama
La storia ruota attorno a Takuro, un adolescente che si trasferisce al collegio "St. Arcadia", popolato prevalentemente da ragazze, a causa della recente politica scolastica che permette l'ammissione anche a studenti di sesso maschile: tutte le ragazze cominciano e vogliono fare sesso con lui in quanto primo studente maschio a cui la scuola ha spalancato le porte. Lui appare in superficie come un normalissimo ragazzo, ma durante le orge a cui comincia a partecipare le ragazze si rendono piacevolmente conto che ha una specialissima capacità, ovvero una superpotenza sessuale che gli permette di durare e ripetersi praticamente all'infinito (lui stesso ne era stato del tutto inconsapevole fino a quel momento). La sua quantomai strana abilità diviene presto di dominio pubblico, tanto che la sua persona diventa il fulcro della lotta tra le allieve, per accaparrarsi tal potenza. All'inizio Takuro si sente come fosse giunto in paradiso, si renderà conto solo in seguito degli svantaggi che ciò comporta.
Il prequel si svolge invece un anno prima del trasferimento di Takuro e fa conoscere i personaggi femminili del suo passato

### Personaggi
- Takuro Hayami: un brunetto dagli occhi grigi trasferitosi alla prestigiosa accademia St. Arcadia per poter ottener un'ottima istruzione; ciò che invece ottiene è una perfetta formazione sessuale. Tutte le femmine del campus ben presto non fanno che cercarlo ed inseguirlo dappertutto, ed il motivo è presto detto: la sua straordinaria capacità di resistenza e di ripetuta e abbondante emissione di sperma dopo una decina delle quali di solito rimane in uno stato temporaneo di debolezza. Vive nel dormitorio della scuola, gestito da Saori, per cui prova dei sentimenti amorosi (ma ciò non gli impedisce certo di avere rapporti sessuali da destra verso sinistra con tutta l'accademia). Dorme nella stessa camera con Saori, Yuuki, Ruri e Maiko. Si troverà presto in conflitto col potentissimo Social Club, perché sceglie di far parte del club di ricerca paranormale guidato da Saori.
- Saori Otokawa: compagna di classe di Takuro, è la prima persona che incontra dopo essersi trasferito nel nuovo dormitorio, di cui è amministratrice. Diventerà una specie di guardiana nei confronti di Takuro, che cerca per quanto può di proteggere dalle insistenti e ripetute molestie che riceve dalle ragazze soggette a Ninfomania. Nemica acerrima di Reona, con cui ha un conto in sospeso.
- Reona Morimoto: capo e membro anziano del Social Club, è altamente temuta e rispettata. Bella, arrogante e assetata di potere: è il cattivo della storia, corre sempre dietro a Takuro a causa delle sue doti naturali molto generose (riuscirà ad "agguantarlo" in più di un'occasione); cercherà di usare i suoi sentimenti verso Saori a suo vantaggio. Nel 3º episodio viene violentata sessualmente da un gruppo di operai guidati dal vicepreside.
- Reina Morimoto: direttrice dello St. Arcadia, sorella maggiore di Reona e precedente presidentessa del Social Club. Ha un grandissimo potere (la maggior parte degli studenti è in debito col gruppo finanziario di famiglia) e controlla praticamente tutta la scuola; fidanzata di Ogiwara. Aveva volutamente fatto trasferire alla sua scuola Takuro, per dar alla sorellina un po' di svago supplementare, aumentare la sua collezione personale di maschi e dargli la possibilità di "toccar il cielo con un dito". Nel 4º episodio stupra Takuro riuscendo così lei a "toccar il cielo con un dito".
- Yuuki Miyagishi: vicina di letto di Takuri al dormitorio. La sua più grande debolezza è quella di non esser praticamente capace di trattenersi dal toccarsi in continuazione (è una grandissima fan della masturbazione). È molto orgogliosa del suo corpo e d'altra parte sa bene come usarlo. È stata la prima ragazza a copulare con Takuro mentre questi si stava facendo il bagno assume una funzione di quasi confidente per lui. Nel corso della storia dimostrerà un grandissimo interesse nei confronti del ragazzo.
- Ruri Nonomiya: la migliore amica di Yuuki, gli piace fare ogni tanto dei giochini spinti insieme a lei. Molto socievole con tutte le sue compagne di dormitorio.
- Maiko Kaneda: la più intelligente, è l'intellettuale del gruppo. Trascorre la maggior parte del suo tempo in mezzo ai suoi libri o utilizzando il PC per studiare. È letteralmente schiava della masturbazione; è bisessuale.
- Kaori Matsuno: insegnante di Takuro, assistente personale delle sorelle Morimoto. È stata lei a diriger il particolarissimo esame d'ingresso a cui Takuro è stato sottoposto nel 1º episodio. Passerà attraverso diverse esperienze umilianti nel corso della storia.
- Prof Kawahara: responsabile dell'infermeria scolastica. Dipendente delle Morimoto finirà per tradirle per aiutar gli amici di Takuro.

### Lista degli episodi
- Lesson 1 - Welcome to the All-Girls Dormitory!!
- Lesson 2 - Girl's Battle Royal Has Begun!!
- Lesson 3 - Sex Battle Continues for Ultimate Pleasure!
- Lesson 4 - The Biggest Crisis Hit the St.Arcadia!!
- Lesson 5 - St.Arcadia's Darkest Secret About To Be Revealed!!
- Lesson 6 - The Carnal Battle Ends With A Surprising Finale!!

## Doppiaggio
- Takezo Koike: Takuro Hayami
- Asuka Houjou: Leona Morimoto
- Ayana Sumoto: Maiko Kaneda
- Haruka Shimazaki: Maiko Kaneda (as Ayana Sumoto)
- Honoka Miyako: Saori Otokawa
- Miya Serizono: Ruri Nonomura
- Ruriko Harashima: Araki Madoka
- Yuki-Lin: Yuuki Miyagishi
- Aina Sakurai: Maya
- Ann Nagata: Kumi Yamanaka
- AYA: Momone Nishizaki
- Chigusa Ikeda: Kaori Matsuno (as Milk Uchimura)
- Haruna Fukai: Reina Morimoto
- Kaeru Haruno: Akane, Linda Hamilton
- Kahoru Sasajima: Yuri Nishizaki (as Ruru)
- Kasaotoko Jinguji: Eikichi Ogiwara, Yuuji Takigawa
- Kazane: Fujiwara Nanase
- Kou Kannazuki: Kaoru Itou
- Kunihiko Akita: Kouzou Machida
- Mikoto Kisaragi: Karen Himeki, Schoolgirl B
- Milk Uchimura: Kaori Matsuno, Schoolgirl A
- Misumi: Saki Yamagata
- Rumi: Momoe Endo
- Ruru: Yuri Nishizaki
- Ryoka Yuzuki: Fujiwara Nanase
- Takamasa Oohashi: Guard, Sudo
- Yurie Takase: Kawahara-sensei